# جيسون بلوك
جيسون بلوك (مواليد 28 ديسمبر 1989) هو سبّاح كندي، مثّل بلاده في الألعاب الأولمبية الصيفية 2016.

## روابط خارجية
جيسون بلوك على موقع الاتحاد الدولي للسباحة (الإنجليزية)
- جيسون بلوك على موقع SwimRankings.net (الإنجليزية)
- جيسون بلوك على موقع اللجنة الأولمبية الدولية (الإنجليزية)
- جيسون بلوك على موقع أوليمبيديا (الإنجليزية)
- جيسون بلوك على موقع اللجنة الأولمبية الكندية (الإنجليزية)